# Nida (dopływ Słudwi)
Nida – rzeka dorzecza Bzury, lewy dopływ Słudwi o długości 28,02 km. Przepływa między innymi przez miejscowości: Lwówek, Osmolin, Chruśle, Czerniew, po czym w okolicach wsi Świeryż Drugi wpada do Słudwi.